# Hypopta actileuca
Hypopta actileuca är en fjärilsart som beskrevs av Dyar 1918. Hypopta actileuca ingår i släktet Hypopta och familjen träfjärilar. Inga underarter finns listade i Catalogue of Life.